# Бельцкий государственный университет
Бельцкий государственный университет имени Алеку Руссо (рум. Universitatea de Stat „Alecu Russo” din Bălţi — USARB) — высшее учебное заведение Республики Молдова, аккредитованное государством.

## Факультеты и кафедры

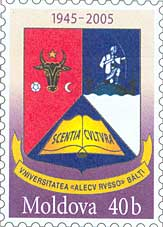
Марка «60-летию университета „Алеку Руссо“»

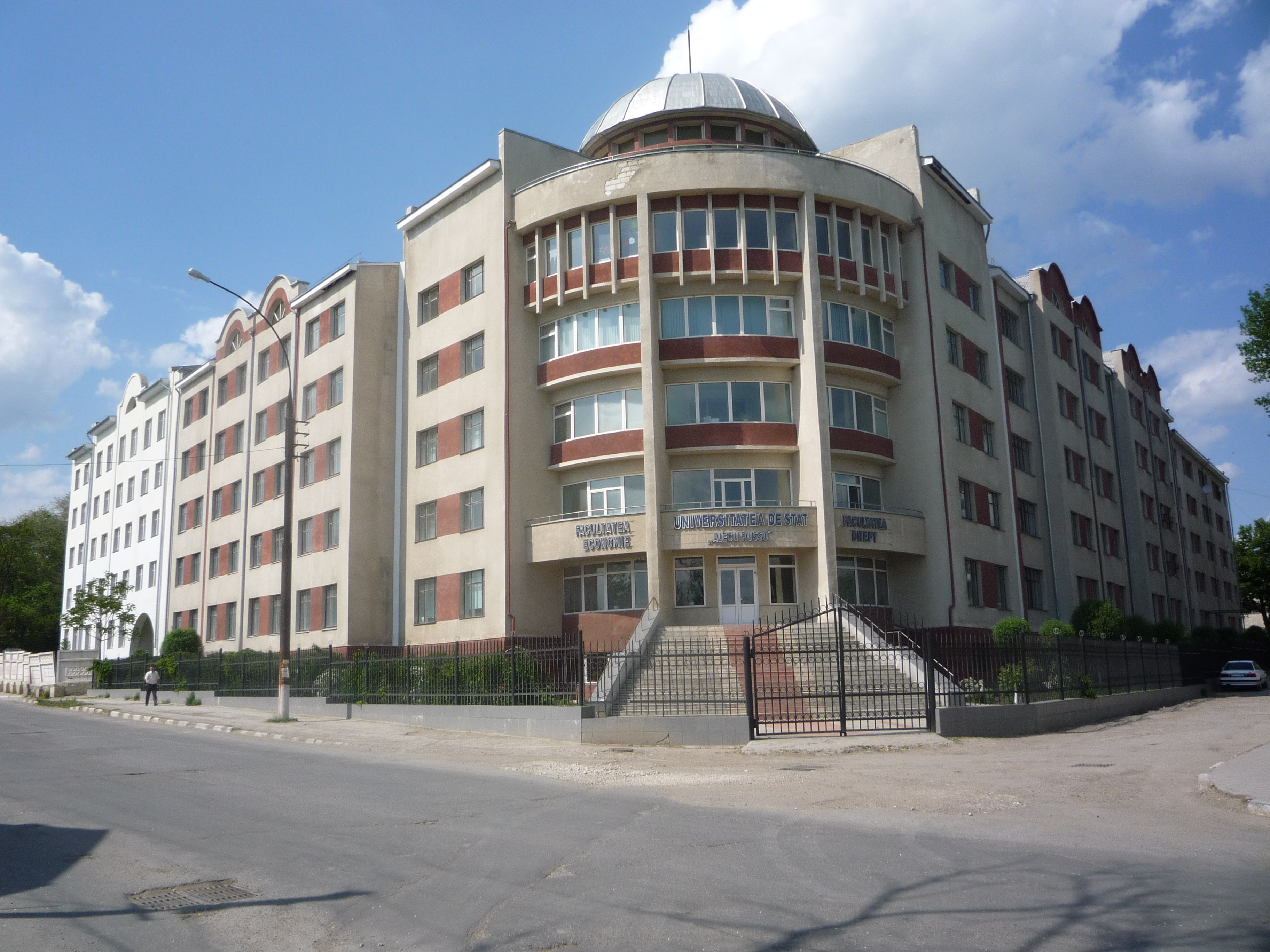
Факультет экономики и права

В Бельцком университете следующие факультеты и кафедры:
1. Факультет точных наук, экономики и окружающей среды
  - Кафедра математики и информатики
  - Кафедра физических наук и инженерии
  - Кафедра экономических наук
  - Кафедра естественных наук и агроэкологии
2. Факультет словесности
  - Кафедра румынского языка и романской филологии
  - Кафедра румынской и мировой литературы
  - Кафедра английской и немецкой филологии
  - Кафедра славистики
3. Факультет образования и искусств
  - Кафедра наук об образовании
  - Кафедра психологии
  - Кафедра искусства и артистизма
  - Секция физического воспитания
4. Факультет права и социальных наук
  - Кафедра права
  - Кафедра социально-гуманитарных наук и социальной поддержки

## История
Университет основан в 1945. В 1953 году присвоено название — Бельцкий государственный педагогический институт (БГПИ).
В соответствии с решением правительства Республики Молдова № 330 от 21 мая 1992 года «Бельцкий государственный педагогический институт» был реорганизован в «Бельцкий государственный университет имени Алеку Руссо».
В Бельцком университете четыре факультета, докторантура и курсы повышения квалификации. Обучение в университете включает в себя два цикла: I цикл — лиценциат, II цикл — магистратура.
За свою более чем 70-летнюю историю Бельцкий государственный университет имени Алеку Руссо подготовил около 47 000 специалистов.
С момента основания вуза сменились 9 ректоров. В настоящее время университет возглавляет Гашицой Наталия.
Первым ректором был Василий Чебан (1959—1961), его сменил Иван Чёрный (1961—1967), затем Иван Борщевич (1967—1975) и Борис Королюк (1975—1986). Дольше всех на посту ректора находился Николай Филипп (1986—2007). Затем Е. Ф. Плохотнюк (2007—2010), Георгий Попа (2010—2016), Ион Гаджим (2016—2018), Гашицой Наталия (2018—н.в.).

## Администрация
- Ректор: Наталия Гашицой
- Первый проректор: Лидия Пэдуряк,
- Проректор по научной работе и международным связям: Валентина Прицкан.
- Вице-президент совета по стратегическому развитию: Ион Бодруг.
- Проректор по вопросам администрирования и управления: Анатолий Чебан.
- Председатель профсоюзного комитета преподавателей: Анатолий Морару.

## Лицеи
- Педагогический теоретический лицей им. Иона Крянгэ
- Лицей искусств «Amadeus»

## Библиотека[4]

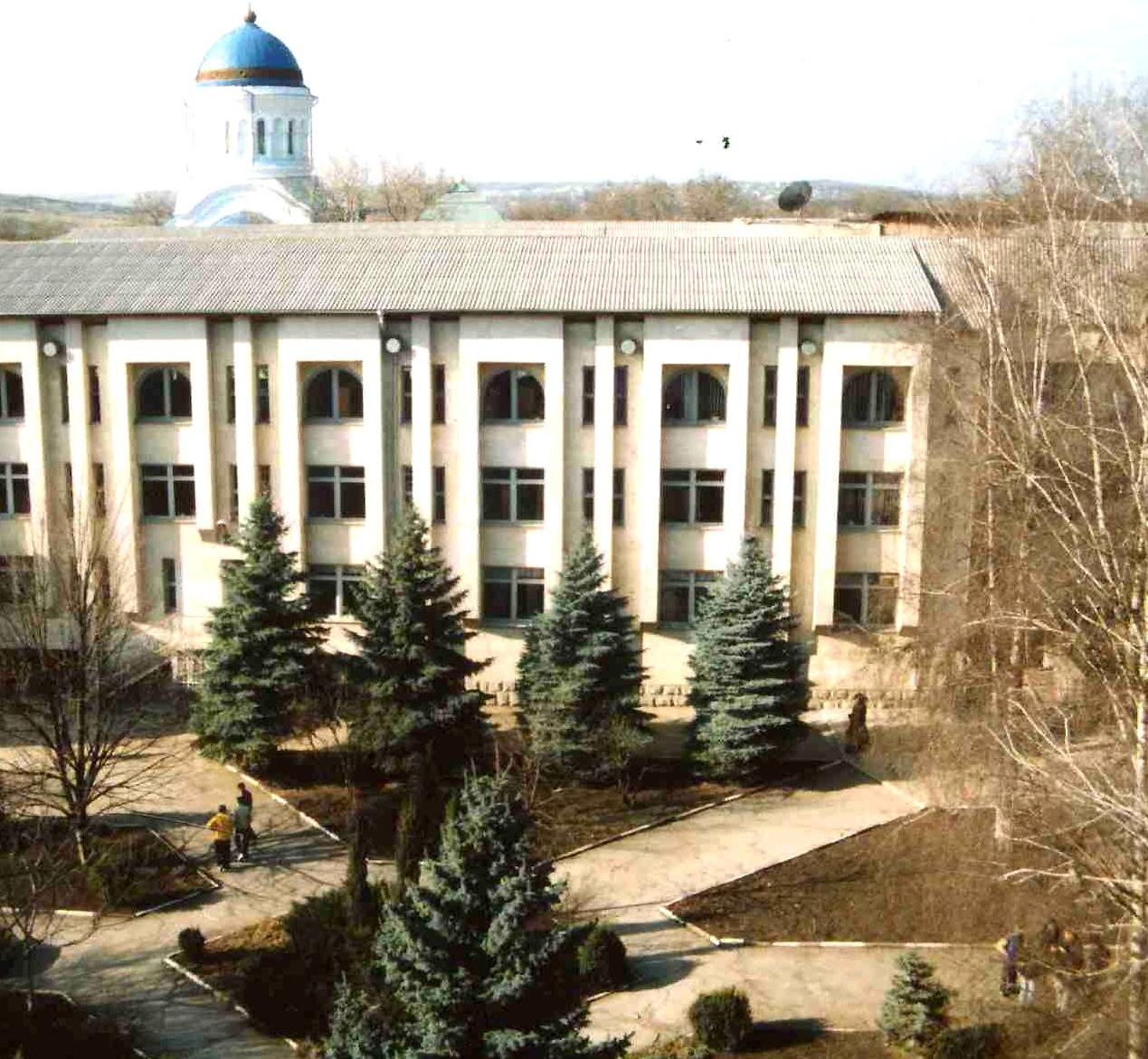
Научная библиотека университета

Научная библиотека университета является одним из двух (научная библиотека «A.Lupan» Академии наук) подобных учреждений в Республике Молдова. Здание специально спроектировано и построено для библиотеки и включает в себя 12 читальных залов и 4 конференц-зала, в том числе Медиатеку и Центр документации Информационного центра ООН в Европейском союзе (EUI), Совета Европы и ООН в Молдове, Румынский информационный центр, Всемирный банк областных библиотечных депозитариев. Научная библиотека является всесторонним собранием учебной и художественной литературы, документов, и содержит экземпляры на 57 языках, в том числе периодические издания — 166 550, AV документов — 3097 , CD и DVD — 1785. Ежегодно приобртается более 500 наименований периодических изданий и более 13 000 новых документов. Открыты «Центр документации ООН отделения Института Гёте», университетская библиотека Клуба «Spiritus» — Бухарест и отделение Хельсинкского комитета. Библиотека компьютеризирована.